# Gay Fawcett
Gay Fawcett es una deportista estadounidense que compitió en piragüismo en la modalidad de eslalon. Ganó una medalla de bronce en el Campeonato Mundial de Piragüismo en Eslalon de 1969, en la prueba de C2 mixto por equipos.

## Palmarés internacional
| Campeonato Mundial | Campeonato Mundial            | Campeonato Mundial | Campeonato Mundial   |
| Año                | Lugar                         | Medalla            | Competición          |
| ------------------ | ----------------------------- | ------------------ | -------------------- |
| 1969               | Bourg-Saint-Maurice (Francia) | Medalla de bronce  | C2 mixto por equipos |